# 腓力库斯
腓力库斯（英語：Philicus, Philikos, Philiscus of Corcyra），约活动于公元前3世纪前后。古希腊悲剧诗人之一，居住于亚历山大城，为酒神狄奥尼苏斯的祭司，一生共著有24部悲剧，但现已全部失传。他的抑扬格六音步诗歌《德墨忒尔颂》现仅存草纸本残篇。为该体裁的较早作品之一。